# Sakippo
「Sakippo」（サキッポ）は、福田沙紀の1枚目のアルバム。2006年9月6日にフライトマスターから発売された。

## 解説
アコースティックなサウンドを基調としたシンプルな楽曲が多く、福田沙紀のややハスキーなスウィート・ボイスと相俟って良質の仕上がり。「1980年代の豊かなメロディのエッセンスを引き継ぐ、唯一の(発売当時)10代正統派シンガー」というキャッチにふさわしい、ポップ・アルバム。初回盤にはDVDが付属。

## 収録曲
1. Little wing [3:24][1]
作詞：5963 Production・Shoko
作曲：ジョーイ・カーボーン/ロン・ハリス/アンソニー・マッツァ
編曲：家原正樹・ジョーイ・カーボーン
2. グッド・バイ・マイ・ラブ [4:55][1]
作詞：なかにし礼
作曲：平尾昌晃
編曲：吉川慶
4thシングル。
本人出演ドラマ「不信のとき〜ウーマン・ウォーズ〜」挿入歌。
3. ふたつの月 [4:58][1]
作詞：5963Production・Shoko
作曲：中原英也
編曲：Koma2 Kaz
4. 青いバトン [4:32][1]
作詞：田形美喜子
作曲：ムラマツテツヤ
編曲：Koma2 Kaz
5. 想い出が泣いている [3:54][1]
作詞：Shoko
作曲：島崎貴光
編曲：Koma2 Kaz
6. Try again [4:59][1]
作詞・作曲：tetsuhiko
編曲：tasuku
7. 明日雨が上がる頃には [4:31][1]
作詞：福田沙紀・m-tAnk
作曲：望月衛介
編曲：井上ヨシマサ
8. 南国の花 [4:08][1]
作詞：Shoko
作曲：NOBODY
編曲：Koma2 Kaz
9. 花束を下さい [5:25][1]
作詞：田形美喜子
作曲：ムラマツテツヤ
編曲：Koma2 Kaz
2ndシングル。
日本テレビ系列『音楽戦士 MUSIC FIGHTER』9月度エンディングテーマ
10. 幸せのテレパシー [4:42][1]
作詞・作曲：広瀬香美
編曲：井上ヨシマサ
3rdシングル。劇場版「ムシキング」主題歌。
11. アタックNo.1 2005 [3:16][1]
作詞：東京ムービー企画部
作曲：渡辺岳夫
編曲：高見沢俊彦
デビューシングル。
上戸彩主演ドラマ「アタックNo.1」オープニングテーマ。
高見沢俊彦プロデュース
12. 37℃ megurohoncho version [2:51][1]
作詞：大野一成
作曲：松下典由
「幸せのテレパシー」C/W曲のアレンジバージョン。

### DVD（初回限定盤のみ）
1. 『グッド・バイ・マイ・ラブ』video clip 〜Daiba/Tokyo〜
2. 『グッド・バイ・マイ・ラブ』video clip 〜Cairns/Australia〜
3. making of『グッド・バイ・マイ・ラブ』in Australia